# Glenea scripta
Glenea scripta là một loài bọ cánh cứng trong họ Cerambycidae.